# Пенджаб (Индия)
Вижте пояснителната страница за други значения на Пенджаб.
Пенджаб (на пенджабски: ਪੰਜਾਬ; на хинди: पंजाब; на английски: Punjab) е щат в северозападна Индия. Столица е Чандигарх, най-голям град – Лудхиана. Население 27 704 326 души. Този щат е част от историческата област Пенджаб, в която влиза и пакистанската провинция Пенджаб и индийските щати Харяна и Химачал Прадеш. Площ 50 362 км² (19-и).